# Мёрфи, Фрэнк
Фрэнк Двайер Мёрфи (англ. Frank Dwyer Murphy, 21 сентября 1889 — 11 июня 1980) — американский легкоатлет, призёр Олимпийских игр.
Фрэнк Мёрфи родился в 1889 году в Чикаго. В 1912 году на Олимпийских играх в Стокгольме он завоевал бронзовую медаль в прыжках с шестом, разделив третье место с Уильямом Холпенни из Канады и Бертильем Уггла из Швеции.
По окончании Иллинойсского университета Фрэнк Мёрфи был бизнес-менеджером Illinois Athletic Association, а потом стал страховым агентом.